# Милес, Золтан Золтанович
Золтан Золтанович Милес (18 марта 1944, Мункач — 30 августа 1997, Москва) — советский футболист. Мастер спорта СССР.
По национальности венгр. Воспитанник школьной сборной Закарпатья.
Считался одним из лучших в стране специалистов по отражению пенальти. По признаниям коллег и тренеров, имел значительные проблемы с режимом.
Один из немногих вратарей, отбивших два пенальти в одном матче. В 1972 году в матче с киевским «Динамо» он сначала парировал удар Мунтяна, затем — Веремеева.
В 1973 году в чемпионате были введены послематчевые пенальти в случае ничьей в основное время матча. Тот сезон «Локомотив» провёл в первой лиге и 8 раз сыграл вничью. Не без помощи Милеса «железнодорожники» выиграли 6 послематчевых серий, проиграв всего 2.
В серии после игры с «Нистру» Милес отбил 4 пенальти из пяти. В Кутаиси, три сейва Милеса арбитр аннулировал, и местное «Торпедо» отпраздновало победу в серии.
Победитель турнира первой лиги и обладатель Кубка МССЖ 1974 года. Провёл 64 матча в высшей лиге СССР в составе московского «Локомотива», был капитаном команды (1974—1975).
Младший брат — Василий Милес (род. 1946).
Похоронен на Калитниковском кладбище, 5 участок.